# Grand-Couronne
Grand-Couronne település Franciaországban, Seine-Maritime megyében. Lakosainak száma 9722 fő (2022. január 1.). Grand-Couronne Hautot-sur-Seine, La Londe, Moulineaux, Oissel, Orival, Petit-Couronne, Sahurs és Val-de-la-Haye községekkel határos.

## Népesség
A település népességének változása:
| Lakosok száma | 9937 | 9758 | 9879 | 9648 | 9716 | 9739 | 9731 | 9726 | 9722 |
|               | 2013 | 2015 | 2016 | 2017 | 2018 | 2019 | 2020 | 2021 | 2022 |